# Mat korytarzowy
Mat korytarzowy, mat na ostatniej linii – mat powstający w sytuacji, gdy biały (czarny) hetman lub wieża, znajdując się na ósmej (pierwszej) linii, atakuje czarnego (białego) króla. Król nie może uniknąć ataku z powodu własnych pionów, które blokują mu wyjście. Jednym ze sposobów zapobieżenia takiemu matowi jest wcześniejsze otwarcie furtki.
|   | a | b | c | d | e | f | g | h |   |
| 8 | d8 – Biała wieża · g8 – Czarny król · f7 – Czarny pionek · g7 – Czarny pionek · h7 – Czarny pionek · a3 – Czarna wieża · h3 – Biały pionek · f2 – Biały pionek · g2 – Biały pionek · g1 – Biały król | d8 – Biała wieża · g8 – Czarny król · f7 – Czarny pionek · g7 – Czarny pionek · h7 – Czarny pionek · a3 – Czarna wieża · h3 – Biały pionek · f2 – Biały pionek · g2 – Biały pionek · g1 – Biały król | d8 – Biała wieża · g8 – Czarny król · f7 – Czarny pionek · g7 – Czarny pionek · h7 – Czarny pionek · a3 – Czarna wieża · h3 – Biały pionek · f2 – Biały pionek · g2 – Biały pionek · g1 – Biały król | d8 – Biała wieża · g8 – Czarny król · f7 – Czarny pionek · g7 – Czarny pionek · h7 – Czarny pionek · a3 – Czarna wieża · h3 – Biały pionek · f2 – Biały pionek · g2 – Biały pionek · g1 – Biały król | d8 – Biała wieża · g8 – Czarny król · f7 – Czarny pionek · g7 – Czarny pionek · h7 – Czarny pionek · a3 – Czarna wieża · h3 – Biały pionek · f2 – Biały pionek · g2 – Biały pionek · g1 – Biały król | d8 – Biała wieża · g8 – Czarny król · f7 – Czarny pionek · g7 – Czarny pionek · h7 – Czarny pionek · a3 – Czarna wieża · h3 – Biały pionek · f2 – Biały pionek · g2 – Biały pionek · g1 – Biały król | d8 – Biała wieża · g8 – Czarny król · f7 – Czarny pionek · g7 – Czarny pionek · h7 – Czarny pionek · a3 – Czarna wieża · h3 – Biały pionek · f2 – Biały pionek · g2 – Biały pionek · g1 – Biały król | d8 – Biała wieża · g8 – Czarny król · f7 – Czarny pionek · g7 – Czarny pionek · h7 – Czarny pionek · a3 – Czarna wieża · h3 – Biały pionek · f2 – Biały pionek · g2 – Biały pionek · g1 – Biały król | 8 |
| 7 | d8 – Biała wieża · g8 – Czarny król · f7 – Czarny pionek · g7 – Czarny pionek · h7 – Czarny pionek · a3 – Czarna wieża · h3 – Biały pionek · f2 – Biały pionek · g2 – Biały pionek · g1 – Biały król | d8 – Biała wieża · g8 – Czarny król · f7 – Czarny pionek · g7 – Czarny pionek · h7 – Czarny pionek · a3 – Czarna wieża · h3 – Biały pionek · f2 – Biały pionek · g2 – Biały pionek · g1 – Biały król | d8 – Biała wieża · g8 – Czarny król · f7 – Czarny pionek · g7 – Czarny pionek · h7 – Czarny pionek · a3 – Czarna wieża · h3 – Biały pionek · f2 – Biały pionek · g2 – Biały pionek · g1 – Biały król | d8 – Biała wieża · g8 – Czarny król · f7 – Czarny pionek · g7 – Czarny pionek · h7 – Czarny pionek · a3 – Czarna wieża · h3 – Biały pionek · f2 – Biały pionek · g2 – Biały pionek · g1 – Biały król | d8 – Biała wieża · g8 – Czarny król · f7 – Czarny pionek · g7 – Czarny pionek · h7 – Czarny pionek · a3 – Czarna wieża · h3 – Biały pionek · f2 – Biały pionek · g2 – Biały pionek · g1 – Biały król | d8 – Biała wieża · g8 – Czarny król · f7 – Czarny pionek · g7 – Czarny pionek · h7 – Czarny pionek · a3 – Czarna wieża · h3 – Biały pionek · f2 – Biały pionek · g2 – Biały pionek · g1 – Biały król | d8 – Biała wieża · g8 – Czarny król · f7 – Czarny pionek · g7 – Czarny pionek · h7 – Czarny pionek · a3 – Czarna wieża · h3 – Biały pionek · f2 – Biały pionek · g2 – Biały pionek · g1 – Biały król | d8 – Biała wieża · g8 – Czarny król · f7 – Czarny pionek · g7 – Czarny pionek · h7 – Czarny pionek · a3 – Czarna wieża · h3 – Biały pionek · f2 – Biały pionek · g2 – Biały pionek · g1 – Biały król | 7 |
| 6 | d8 – Biała wieża · g8 – Czarny król · f7 – Czarny pionek · g7 – Czarny pionek · h7 – Czarny pionek · a3 – Czarna wieża · h3 – Biały pionek · f2 – Biały pionek · g2 – Biały pionek · g1 – Biały król | d8 – Biała wieża · g8 – Czarny król · f7 – Czarny pionek · g7 – Czarny pionek · h7 – Czarny pionek · a3 – Czarna wieża · h3 – Biały pionek · f2 – Biały pionek · g2 – Biały pionek · g1 – Biały król | d8 – Biała wieża · g8 – Czarny król · f7 – Czarny pionek · g7 – Czarny pionek · h7 – Czarny pionek · a3 – Czarna wieża · h3 – Biały pionek · f2 – Biały pionek · g2 – Biały pionek · g1 – Biały król | d8 – Biała wieża · g8 – Czarny król · f7 – Czarny pionek · g7 – Czarny pionek · h7 – Czarny pionek · a3 – Czarna wieża · h3 – Biały pionek · f2 – Biały pionek · g2 – Biały pionek · g1 – Biały król | d8 – Biała wieża · g8 – Czarny król · f7 – Czarny pionek · g7 – Czarny pionek · h7 – Czarny pionek · a3 – Czarna wieża · h3 – Biały pionek · f2 – Biały pionek · g2 – Biały pionek · g1 – Biały król | d8 – Biała wieża · g8 – Czarny król · f7 – Czarny pionek · g7 – Czarny pionek · h7 – Czarny pionek · a3 – Czarna wieża · h3 – Biały pionek · f2 – Biały pionek · g2 – Biały pionek · g1 – Biały król | d8 – Biała wieża · g8 – Czarny król · f7 – Czarny pionek · g7 – Czarny pionek · h7 – Czarny pionek · a3 – Czarna wieża · h3 – Biały pionek · f2 – Biały pionek · g2 – Biały pionek · g1 – Biały król | d8 – Biała wieża · g8 – Czarny król · f7 – Czarny pionek · g7 – Czarny pionek · h7 – Czarny pionek · a3 – Czarna wieża · h3 – Biały pionek · f2 – Biały pionek · g2 – Biały pionek · g1 – Biały król | 6 |
| 5 | d8 – Biała wieża · g8 – Czarny król · f7 – Czarny pionek · g7 – Czarny pionek · h7 – Czarny pionek · a3 – Czarna wieża · h3 – Biały pionek · f2 – Biały pionek · g2 – Biały pionek · g1 – Biały król | d8 – Biała wieża · g8 – Czarny król · f7 – Czarny pionek · g7 – Czarny pionek · h7 – Czarny pionek · a3 – Czarna wieża · h3 – Biały pionek · f2 – Biały pionek · g2 – Biały pionek · g1 – Biały król | d8 – Biała wieża · g8 – Czarny król · f7 – Czarny pionek · g7 – Czarny pionek · h7 – Czarny pionek · a3 – Czarna wieża · h3 – Biały pionek · f2 – Biały pionek · g2 – Biały pionek · g1 – Biały król | d8 – Biała wieża · g8 – Czarny król · f7 – Czarny pionek · g7 – Czarny pionek · h7 – Czarny pionek · a3 – Czarna wieża · h3 – Biały pionek · f2 – Biały pionek · g2 – Biały pionek · g1 – Biały król | d8 – Biała wieża · g8 – Czarny król · f7 – Czarny pionek · g7 – Czarny pionek · h7 – Czarny pionek · a3 – Czarna wieża · h3 – Biały pionek · f2 – Biały pionek · g2 – Biały pionek · g1 – Biały król | d8 – Biała wieża · g8 – Czarny król · f7 – Czarny pionek · g7 – Czarny pionek · h7 – Czarny pionek · a3 – Czarna wieża · h3 – Biały pionek · f2 – Biały pionek · g2 – Biały pionek · g1 – Biały król | d8 – Biała wieża · g8 – Czarny król · f7 – Czarny pionek · g7 – Czarny pionek · h7 – Czarny pionek · a3 – Czarna wieża · h3 – Biały pionek · f2 – Biały pionek · g2 – Biały pionek · g1 – Biały król | d8 – Biała wieża · g8 – Czarny król · f7 – Czarny pionek · g7 – Czarny pionek · h7 – Czarny pionek · a3 – Czarna wieża · h3 – Biały pionek · f2 – Biały pionek · g2 – Biały pionek · g1 – Biały król | 5 |
| 4 | d8 – Biała wieża · g8 – Czarny król · f7 – Czarny pionek · g7 – Czarny pionek · h7 – Czarny pionek · a3 – Czarna wieża · h3 – Biały pionek · f2 – Biały pionek · g2 – Biały pionek · g1 – Biały król | d8 – Biała wieża · g8 – Czarny król · f7 – Czarny pionek · g7 – Czarny pionek · h7 – Czarny pionek · a3 – Czarna wieża · h3 – Biały pionek · f2 – Biały pionek · g2 – Biały pionek · g1 – Biały król | d8 – Biała wieża · g8 – Czarny król · f7 – Czarny pionek · g7 – Czarny pionek · h7 – Czarny pionek · a3 – Czarna wieża · h3 – Biały pionek · f2 – Biały pionek · g2 – Biały pionek · g1 – Biały król | d8 – Biała wieża · g8 – Czarny król · f7 – Czarny pionek · g7 – Czarny pionek · h7 – Czarny pionek · a3 – Czarna wieża · h3 – Biały pionek · f2 – Biały pionek · g2 – Biały pionek · g1 – Biały król | d8 – Biała wieża · g8 – Czarny król · f7 – Czarny pionek · g7 – Czarny pionek · h7 – Czarny pionek · a3 – Czarna wieża · h3 – Biały pionek · f2 – Biały pionek · g2 – Biały pionek · g1 – Biały król | d8 – Biała wieża · g8 – Czarny król · f7 – Czarny pionek · g7 – Czarny pionek · h7 – Czarny pionek · a3 – Czarna wieża · h3 – Biały pionek · f2 – Biały pionek · g2 – Biały pionek · g1 – Biały król | d8 – Biała wieża · g8 – Czarny król · f7 – Czarny pionek · g7 – Czarny pionek · h7 – Czarny pionek · a3 – Czarna wieża · h3 – Biały pionek · f2 – Biały pionek · g2 – Biały pionek · g1 – Biały król | d8 – Biała wieża · g8 – Czarny król · f7 – Czarny pionek · g7 – Czarny pionek · h7 – Czarny pionek · a3 – Czarna wieża · h3 – Biały pionek · f2 – Biały pionek · g2 – Biały pionek · g1 – Biały król | 4 |
| 3 | d8 – Biała wieża · g8 – Czarny król · f7 – Czarny pionek · g7 – Czarny pionek · h7 – Czarny pionek · a3 – Czarna wieża · h3 – Biały pionek · f2 – Biały pionek · g2 – Biały pionek · g1 – Biały król | d8 – Biała wieża · g8 – Czarny król · f7 – Czarny pionek · g7 – Czarny pionek · h7 – Czarny pionek · a3 – Czarna wieża · h3 – Biały pionek · f2 – Biały pionek · g2 – Biały pionek · g1 – Biały król | d8 – Biała wieża · g8 – Czarny król · f7 – Czarny pionek · g7 – Czarny pionek · h7 – Czarny pionek · a3 – Czarna wieża · h3 – Biały pionek · f2 – Biały pionek · g2 – Biały pionek · g1 – Biały król | d8 – Biała wieża · g8 – Czarny król · f7 – Czarny pionek · g7 – Czarny pionek · h7 – Czarny pionek · a3 – Czarna wieża · h3 – Biały pionek · f2 – Biały pionek · g2 – Biały pionek · g1 – Biały król | d8 – Biała wieża · g8 – Czarny król · f7 – Czarny pionek · g7 – Czarny pionek · h7 – Czarny pionek · a3 – Czarna wieża · h3 – Biały pionek · f2 – Biały pionek · g2 – Biały pionek · g1 – Biały król | d8 – Biała wieża · g8 – Czarny król · f7 – Czarny pionek · g7 – Czarny pionek · h7 – Czarny pionek · a3 – Czarna wieża · h3 – Biały pionek · f2 – Biały pionek · g2 – Biały pionek · g1 – Biały król | d8 – Biała wieża · g8 – Czarny król · f7 – Czarny pionek · g7 – Czarny pionek · h7 – Czarny pionek · a3 – Czarna wieża · h3 – Biały pionek · f2 – Biały pionek · g2 – Biały pionek · g1 – Biały król | d8 – Biała wieża · g8 – Czarny król · f7 – Czarny pionek · g7 – Czarny pionek · h7 – Czarny pionek · a3 – Czarna wieża · h3 – Biały pionek · f2 – Biały pionek · g2 – Biały pionek · g1 – Biały król | 3 |
| 2 | d8 – Biała wieża · g8 – Czarny król · f7 – Czarny pionek · g7 – Czarny pionek · h7 – Czarny pionek · a3 – Czarna wieża · h3 – Biały pionek · f2 – Biały pionek · g2 – Biały pionek · g1 – Biały król | d8 – Biała wieża · g8 – Czarny król · f7 – Czarny pionek · g7 – Czarny pionek · h7 – Czarny pionek · a3 – Czarna wieża · h3 – Biały pionek · f2 – Biały pionek · g2 – Biały pionek · g1 – Biały król | d8 – Biała wieża · g8 – Czarny król · f7 – Czarny pionek · g7 – Czarny pionek · h7 – Czarny pionek · a3 – Czarna wieża · h3 – Biały pionek · f2 – Biały pionek · g2 – Biały pionek · g1 – Biały król | d8 – Biała wieża · g8 – Czarny król · f7 – Czarny pionek · g7 – Czarny pionek · h7 – Czarny pionek · a3 – Czarna wieża · h3 – Biały pionek · f2 – Biały pionek · g2 – Biały pionek · g1 – Biały król | d8 – Biała wieża · g8 – Czarny król · f7 – Czarny pionek · g7 – Czarny pionek · h7 – Czarny pionek · a3 – Czarna wieża · h3 – Biały pionek · f2 – Biały pionek · g2 – Biały pionek · g1 – Biały król | d8 – Biała wieża · g8 – Czarny król · f7 – Czarny pionek · g7 – Czarny pionek · h7 – Czarny pionek · a3 – Czarna wieża · h3 – Biały pionek · f2 – Biały pionek · g2 – Biały pionek · g1 – Biały król | d8 – Biała wieża · g8 – Czarny król · f7 – Czarny pionek · g7 – Czarny pionek · h7 – Czarny pionek · a3 – Czarna wieża · h3 – Biały pionek · f2 – Biały pionek · g2 – Biały pionek · g1 – Biały król | d8 – Biała wieża · g8 – Czarny król · f7 – Czarny pionek · g7 – Czarny pionek · h7 – Czarny pionek · a3 – Czarna wieża · h3 – Biały pionek · f2 – Biały pionek · g2 – Biały pionek · g1 – Biały król | 2 |
| 1 | d8 – Biała wieża · g8 – Czarny król · f7 – Czarny pionek · g7 – Czarny pionek · h7 – Czarny pionek · a3 – Czarna wieża · h3 – Biały pionek · f2 – Biały pionek · g2 – Biały pionek · g1 – Biały król | d8 – Biała wieża · g8 – Czarny król · f7 – Czarny pionek · g7 – Czarny pionek · h7 – Czarny pionek · a3 – Czarna wieża · h3 – Biały pionek · f2 – Biały pionek · g2 – Biały pionek · g1 – Biały król | d8 – Biała wieża · g8 – Czarny król · f7 – Czarny pionek · g7 – Czarny pionek · h7 – Czarny pionek · a3 – Czarna wieża · h3 – Biały pionek · f2 – Biały pionek · g2 – Biały pionek · g1 – Biały król | d8 – Biała wieża · g8 – Czarny król · f7 – Czarny pionek · g7 – Czarny pionek · h7 – Czarny pionek · a3 – Czarna wieża · h3 – Biały pionek · f2 – Biały pionek · g2 – Biały pionek · g1 – Biały król | d8 – Biała wieża · g8 – Czarny król · f7 – Czarny pionek · g7 – Czarny pionek · h7 – Czarny pionek · a3 – Czarna wieża · h3 – Biały pionek · f2 – Biały pionek · g2 – Biały pionek · g1 – Biały król | d8 – Biała wieża · g8 – Czarny król · f7 – Czarny pionek · g7 – Czarny pionek · h7 – Czarny pionek · a3 – Czarna wieża · h3 – Biały pionek · f2 – Biały pionek · g2 – Biały pionek · g1 – Biały król | d8 – Biała wieża · g8 – Czarny król · f7 – Czarny pionek · g7 – Czarny pionek · h7 – Czarny pionek · a3 – Czarna wieża · h3 – Biały pionek · f2 – Biały pionek · g2 – Biały pionek · g1 – Biały król | d8 – Biała wieża · g8 – Czarny król · f7 – Czarny pionek · g7 – Czarny pionek · h7 – Czarny pionek · a3 – Czarna wieża · h3 – Biały pionek · f2 – Biały pionek · g2 – Biały pionek · g1 – Biały król | 1 |
|   | a | b | c | d | e | f | g | h |   |

## Przykład partii Bernstein-Capablanca
Groźba korytarzowego mata pozwoliła na zdobycie figury:
|   | a | b | c | d | e | f | g | h |   |
| 8 | d8 – Czarna wieża · g8 – Czarny król · a7 – Czarny pionek · f7 – Czarny pionek · g7 – Czarny pionek · h7 – Czarny pionek · b6 – Czarny hetman · c3 – Biała wieża · e3 – Biały pionek · a2 – Biały pionek · e2 – Biały hetman · f2 – Biały pionek · g2 – Biały pionek · h2 – Biały pionek · g1 – Biały król | d8 – Czarna wieża · g8 – Czarny król · a7 – Czarny pionek · f7 – Czarny pionek · g7 – Czarny pionek · h7 – Czarny pionek · b6 – Czarny hetman · c3 – Biała wieża · e3 – Biały pionek · a2 – Biały pionek · e2 – Biały hetman · f2 – Biały pionek · g2 – Biały pionek · h2 – Biały pionek · g1 – Biały król | d8 – Czarna wieża · g8 – Czarny król · a7 – Czarny pionek · f7 – Czarny pionek · g7 – Czarny pionek · h7 – Czarny pionek · b6 – Czarny hetman · c3 – Biała wieża · e3 – Biały pionek · a2 – Biały pionek · e2 – Biały hetman · f2 – Biały pionek · g2 – Biały pionek · h2 – Biały pionek · g1 – Biały król | d8 – Czarna wieża · g8 – Czarny król · a7 – Czarny pionek · f7 – Czarny pionek · g7 – Czarny pionek · h7 – Czarny pionek · b6 – Czarny hetman · c3 – Biała wieża · e3 – Biały pionek · a2 – Biały pionek · e2 – Biały hetman · f2 – Biały pionek · g2 – Biały pionek · h2 – Biały pionek · g1 – Biały król | d8 – Czarna wieża · g8 – Czarny król · a7 – Czarny pionek · f7 – Czarny pionek · g7 – Czarny pionek · h7 – Czarny pionek · b6 – Czarny hetman · c3 – Biała wieża · e3 – Biały pionek · a2 – Biały pionek · e2 – Biały hetman · f2 – Biały pionek · g2 – Biały pionek · h2 – Biały pionek · g1 – Biały król | d8 – Czarna wieża · g8 – Czarny król · a7 – Czarny pionek · f7 – Czarny pionek · g7 – Czarny pionek · h7 – Czarny pionek · b6 – Czarny hetman · c3 – Biała wieża · e3 – Biały pionek · a2 – Biały pionek · e2 – Biały hetman · f2 – Biały pionek · g2 – Biały pionek · h2 – Biały pionek · g1 – Biały król | d8 – Czarna wieża · g8 – Czarny król · a7 – Czarny pionek · f7 – Czarny pionek · g7 – Czarny pionek · h7 – Czarny pionek · b6 – Czarny hetman · c3 – Biała wieża · e3 – Biały pionek · a2 – Biały pionek · e2 – Biały hetman · f2 – Biały pionek · g2 – Biały pionek · h2 – Biały pionek · g1 – Biały król | d8 – Czarna wieża · g8 – Czarny król · a7 – Czarny pionek · f7 – Czarny pionek · g7 – Czarny pionek · h7 – Czarny pionek · b6 – Czarny hetman · c3 – Biała wieża · e3 – Biały pionek · a2 – Biały pionek · e2 – Biały hetman · f2 – Biały pionek · g2 – Biały pionek · h2 – Biały pionek · g1 – Biały król | 8 |
| 7 | d8 – Czarna wieża · g8 – Czarny król · a7 – Czarny pionek · f7 – Czarny pionek · g7 – Czarny pionek · h7 – Czarny pionek · b6 – Czarny hetman · c3 – Biała wieża · e3 – Biały pionek · a2 – Biały pionek · e2 – Biały hetman · f2 – Biały pionek · g2 – Biały pionek · h2 – Biały pionek · g1 – Biały król | d8 – Czarna wieża · g8 – Czarny król · a7 – Czarny pionek · f7 – Czarny pionek · g7 – Czarny pionek · h7 – Czarny pionek · b6 – Czarny hetman · c3 – Biała wieża · e3 – Biały pionek · a2 – Biały pionek · e2 – Biały hetman · f2 – Biały pionek · g2 – Biały pionek · h2 – Biały pionek · g1 – Biały król | d8 – Czarna wieża · g8 – Czarny król · a7 – Czarny pionek · f7 – Czarny pionek · g7 – Czarny pionek · h7 – Czarny pionek · b6 – Czarny hetman · c3 – Biała wieża · e3 – Biały pionek · a2 – Biały pionek · e2 – Biały hetman · f2 – Biały pionek · g2 – Biały pionek · h2 – Biały pionek · g1 – Biały król | d8 – Czarna wieża · g8 – Czarny król · a7 – Czarny pionek · f7 – Czarny pionek · g7 – Czarny pionek · h7 – Czarny pionek · b6 – Czarny hetman · c3 – Biała wieża · e3 – Biały pionek · a2 – Biały pionek · e2 – Biały hetman · f2 – Biały pionek · g2 – Biały pionek · h2 – Biały pionek · g1 – Biały król | d8 – Czarna wieża · g8 – Czarny król · a7 – Czarny pionek · f7 – Czarny pionek · g7 – Czarny pionek · h7 – Czarny pionek · b6 – Czarny hetman · c3 – Biała wieża · e3 – Biały pionek · a2 – Biały pionek · e2 – Biały hetman · f2 – Biały pionek · g2 – Biały pionek · h2 – Biały pionek · g1 – Biały król | d8 – Czarna wieża · g8 – Czarny król · a7 – Czarny pionek · f7 – Czarny pionek · g7 – Czarny pionek · h7 – Czarny pionek · b6 – Czarny hetman · c3 – Biała wieża · e3 – Biały pionek · a2 – Biały pionek · e2 – Biały hetman · f2 – Biały pionek · g2 – Biały pionek · h2 – Biały pionek · g1 – Biały król | d8 – Czarna wieża · g8 – Czarny król · a7 – Czarny pionek · f7 – Czarny pionek · g7 – Czarny pionek · h7 – Czarny pionek · b6 – Czarny hetman · c3 – Biała wieża · e3 – Biały pionek · a2 – Biały pionek · e2 – Biały hetman · f2 – Biały pionek · g2 – Biały pionek · h2 – Biały pionek · g1 – Biały król | d8 – Czarna wieża · g8 – Czarny król · a7 – Czarny pionek · f7 – Czarny pionek · g7 – Czarny pionek · h7 – Czarny pionek · b6 – Czarny hetman · c3 – Biała wieża · e3 – Biały pionek · a2 – Biały pionek · e2 – Biały hetman · f2 – Biały pionek · g2 – Biały pionek · h2 – Biały pionek · g1 – Biały król | 7 |
| 6 | d8 – Czarna wieża · g8 – Czarny król · a7 – Czarny pionek · f7 – Czarny pionek · g7 – Czarny pionek · h7 – Czarny pionek · b6 – Czarny hetman · c3 – Biała wieża · e3 – Biały pionek · a2 – Biały pionek · e2 – Biały hetman · f2 – Biały pionek · g2 – Biały pionek · h2 – Biały pionek · g1 – Biały król | d8 – Czarna wieża · g8 – Czarny król · a7 – Czarny pionek · f7 – Czarny pionek · g7 – Czarny pionek · h7 – Czarny pionek · b6 – Czarny hetman · c3 – Biała wieża · e3 – Biały pionek · a2 – Biały pionek · e2 – Biały hetman · f2 – Biały pionek · g2 – Biały pionek · h2 – Biały pionek · g1 – Biały król | d8 – Czarna wieża · g8 – Czarny król · a7 – Czarny pionek · f7 – Czarny pionek · g7 – Czarny pionek · h7 – Czarny pionek · b6 – Czarny hetman · c3 – Biała wieża · e3 – Biały pionek · a2 – Biały pionek · e2 – Biały hetman · f2 – Biały pionek · g2 – Biały pionek · h2 – Biały pionek · g1 – Biały król | d8 – Czarna wieża · g8 – Czarny król · a7 – Czarny pionek · f7 – Czarny pionek · g7 – Czarny pionek · h7 – Czarny pionek · b6 – Czarny hetman · c3 – Biała wieża · e3 – Biały pionek · a2 – Biały pionek · e2 – Biały hetman · f2 – Biały pionek · g2 – Biały pionek · h2 – Biały pionek · g1 – Biały król | d8 – Czarna wieża · g8 – Czarny król · a7 – Czarny pionek · f7 – Czarny pionek · g7 – Czarny pionek · h7 – Czarny pionek · b6 – Czarny hetman · c3 – Biała wieża · e3 – Biały pionek · a2 – Biały pionek · e2 – Biały hetman · f2 – Biały pionek · g2 – Biały pionek · h2 – Biały pionek · g1 – Biały król | d8 – Czarna wieża · g8 – Czarny król · a7 – Czarny pionek · f7 – Czarny pionek · g7 – Czarny pionek · h7 – Czarny pionek · b6 – Czarny hetman · c3 – Biała wieża · e3 – Biały pionek · a2 – Biały pionek · e2 – Biały hetman · f2 – Biały pionek · g2 – Biały pionek · h2 – Biały pionek · g1 – Biały król | d8 – Czarna wieża · g8 – Czarny król · a7 – Czarny pionek · f7 – Czarny pionek · g7 – Czarny pionek · h7 – Czarny pionek · b6 – Czarny hetman · c3 – Biała wieża · e3 – Biały pionek · a2 – Biały pionek · e2 – Biały hetman · f2 – Biały pionek · g2 – Biały pionek · h2 – Biały pionek · g1 – Biały król | d8 – Czarna wieża · g8 – Czarny król · a7 – Czarny pionek · f7 – Czarny pionek · g7 – Czarny pionek · h7 – Czarny pionek · b6 – Czarny hetman · c3 – Biała wieża · e3 – Biały pionek · a2 – Biały pionek · e2 – Biały hetman · f2 – Biały pionek · g2 – Biały pionek · h2 – Biały pionek · g1 – Biały król | 6 |
| 5 | d8 – Czarna wieża · g8 – Czarny król · a7 – Czarny pionek · f7 – Czarny pionek · g7 – Czarny pionek · h7 – Czarny pionek · b6 – Czarny hetman · c3 – Biała wieża · e3 – Biały pionek · a2 – Biały pionek · e2 – Biały hetman · f2 – Biały pionek · g2 – Biały pionek · h2 – Biały pionek · g1 – Biały król | d8 – Czarna wieża · g8 – Czarny król · a7 – Czarny pionek · f7 – Czarny pionek · g7 – Czarny pionek · h7 – Czarny pionek · b6 – Czarny hetman · c3 – Biała wieża · e3 – Biały pionek · a2 – Biały pionek · e2 – Biały hetman · f2 – Biały pionek · g2 – Biały pionek · h2 – Biały pionek · g1 – Biały król | d8 – Czarna wieża · g8 – Czarny król · a7 – Czarny pionek · f7 – Czarny pionek · g7 – Czarny pionek · h7 – Czarny pionek · b6 – Czarny hetman · c3 – Biała wieża · e3 – Biały pionek · a2 – Biały pionek · e2 – Biały hetman · f2 – Biały pionek · g2 – Biały pionek · h2 – Biały pionek · g1 – Biały król | d8 – Czarna wieża · g8 – Czarny król · a7 – Czarny pionek · f7 – Czarny pionek · g7 – Czarny pionek · h7 – Czarny pionek · b6 – Czarny hetman · c3 – Biała wieża · e3 – Biały pionek · a2 – Biały pionek · e2 – Biały hetman · f2 – Biały pionek · g2 – Biały pionek · h2 – Biały pionek · g1 – Biały król | d8 – Czarna wieża · g8 – Czarny król · a7 – Czarny pionek · f7 – Czarny pionek · g7 – Czarny pionek · h7 – Czarny pionek · b6 – Czarny hetman · c3 – Biała wieża · e3 – Biały pionek · a2 – Biały pionek · e2 – Biały hetman · f2 – Biały pionek · g2 – Biały pionek · h2 – Biały pionek · g1 – Biały król | d8 – Czarna wieża · g8 – Czarny król · a7 – Czarny pionek · f7 – Czarny pionek · g7 – Czarny pionek · h7 – Czarny pionek · b6 – Czarny hetman · c3 – Biała wieża · e3 – Biały pionek · a2 – Biały pionek · e2 – Biały hetman · f2 – Biały pionek · g2 – Biały pionek · h2 – Biały pionek · g1 – Biały król | d8 – Czarna wieża · g8 – Czarny król · a7 – Czarny pionek · f7 – Czarny pionek · g7 – Czarny pionek · h7 – Czarny pionek · b6 – Czarny hetman · c3 – Biała wieża · e3 – Biały pionek · a2 – Biały pionek · e2 – Biały hetman · f2 – Biały pionek · g2 – Biały pionek · h2 – Biały pionek · g1 – Biały król | d8 – Czarna wieża · g8 – Czarny król · a7 – Czarny pionek · f7 – Czarny pionek · g7 – Czarny pionek · h7 – Czarny pionek · b6 – Czarny hetman · c3 – Biała wieża · e3 – Biały pionek · a2 – Biały pionek · e2 – Biały hetman · f2 – Biały pionek · g2 – Biały pionek · h2 – Biały pionek · g1 – Biały król | 5 |
| 4 | d8 – Czarna wieża · g8 – Czarny król · a7 – Czarny pionek · f7 – Czarny pionek · g7 – Czarny pionek · h7 – Czarny pionek · b6 – Czarny hetman · c3 – Biała wieża · e3 – Biały pionek · a2 – Biały pionek · e2 – Biały hetman · f2 – Biały pionek · g2 – Biały pionek · h2 – Biały pionek · g1 – Biały król | d8 – Czarna wieża · g8 – Czarny król · a7 – Czarny pionek · f7 – Czarny pionek · g7 – Czarny pionek · h7 – Czarny pionek · b6 – Czarny hetman · c3 – Biała wieża · e3 – Biały pionek · a2 – Biały pionek · e2 – Biały hetman · f2 – Biały pionek · g2 – Biały pionek · h2 – Biały pionek · g1 – Biały król | d8 – Czarna wieża · g8 – Czarny król · a7 – Czarny pionek · f7 – Czarny pionek · g7 – Czarny pionek · h7 – Czarny pionek · b6 – Czarny hetman · c3 – Biała wieża · e3 – Biały pionek · a2 – Biały pionek · e2 – Biały hetman · f2 – Biały pionek · g2 – Biały pionek · h2 – Biały pionek · g1 – Biały król | d8 – Czarna wieża · g8 – Czarny król · a7 – Czarny pionek · f7 – Czarny pionek · g7 – Czarny pionek · h7 – Czarny pionek · b6 – Czarny hetman · c3 – Biała wieża · e3 – Biały pionek · a2 – Biały pionek · e2 – Biały hetman · f2 – Biały pionek · g2 – Biały pionek · h2 – Biały pionek · g1 – Biały król | d8 – Czarna wieża · g8 – Czarny król · a7 – Czarny pionek · f7 – Czarny pionek · g7 – Czarny pionek · h7 – Czarny pionek · b6 – Czarny hetman · c3 – Biała wieża · e3 – Biały pionek · a2 – Biały pionek · e2 – Biały hetman · f2 – Biały pionek · g2 – Biały pionek · h2 – Biały pionek · g1 – Biały król | d8 – Czarna wieża · g8 – Czarny król · a7 – Czarny pionek · f7 – Czarny pionek · g7 – Czarny pionek · h7 – Czarny pionek · b6 – Czarny hetman · c3 – Biała wieża · e3 – Biały pionek · a2 – Biały pionek · e2 – Biały hetman · f2 – Biały pionek · g2 – Biały pionek · h2 – Biały pionek · g1 – Biały król | d8 – Czarna wieża · g8 – Czarny król · a7 – Czarny pionek · f7 – Czarny pionek · g7 – Czarny pionek · h7 – Czarny pionek · b6 – Czarny hetman · c3 – Biała wieża · e3 – Biały pionek · a2 – Biały pionek · e2 – Biały hetman · f2 – Biały pionek · g2 – Biały pionek · h2 – Biały pionek · g1 – Biały król | d8 – Czarna wieża · g8 – Czarny król · a7 – Czarny pionek · f7 – Czarny pionek · g7 – Czarny pionek · h7 – Czarny pionek · b6 – Czarny hetman · c3 – Biała wieża · e3 – Biały pionek · a2 – Biały pionek · e2 – Biały hetman · f2 – Biały pionek · g2 – Biały pionek · h2 – Biały pionek · g1 – Biały król | 4 |
| 3 | d8 – Czarna wieża · g8 – Czarny król · a7 – Czarny pionek · f7 – Czarny pionek · g7 – Czarny pionek · h7 – Czarny pionek · b6 – Czarny hetman · c3 – Biała wieża · e3 – Biały pionek · a2 – Biały pionek · e2 – Biały hetman · f2 – Biały pionek · g2 – Biały pionek · h2 – Biały pionek · g1 – Biały król | d8 – Czarna wieża · g8 – Czarny król · a7 – Czarny pionek · f7 – Czarny pionek · g7 – Czarny pionek · h7 – Czarny pionek · b6 – Czarny hetman · c3 – Biała wieża · e3 – Biały pionek · a2 – Biały pionek · e2 – Biały hetman · f2 – Biały pionek · g2 – Biały pionek · h2 – Biały pionek · g1 – Biały król | d8 – Czarna wieża · g8 – Czarny król · a7 – Czarny pionek · f7 – Czarny pionek · g7 – Czarny pionek · h7 – Czarny pionek · b6 – Czarny hetman · c3 – Biała wieża · e3 – Biały pionek · a2 – Biały pionek · e2 – Biały hetman · f2 – Biały pionek · g2 – Biały pionek · h2 – Biały pionek · g1 – Biały król | d8 – Czarna wieża · g8 – Czarny król · a7 – Czarny pionek · f7 – Czarny pionek · g7 – Czarny pionek · h7 – Czarny pionek · b6 – Czarny hetman · c3 – Biała wieża · e3 – Biały pionek · a2 – Biały pionek · e2 – Biały hetman · f2 – Biały pionek · g2 – Biały pionek · h2 – Biały pionek · g1 – Biały król | d8 – Czarna wieża · g8 – Czarny król · a7 – Czarny pionek · f7 – Czarny pionek · g7 – Czarny pionek · h7 – Czarny pionek · b6 – Czarny hetman · c3 – Biała wieża · e3 – Biały pionek · a2 – Biały pionek · e2 – Biały hetman · f2 – Biały pionek · g2 – Biały pionek · h2 – Biały pionek · g1 – Biały król | d8 – Czarna wieża · g8 – Czarny król · a7 – Czarny pionek · f7 – Czarny pionek · g7 – Czarny pionek · h7 – Czarny pionek · b6 – Czarny hetman · c3 – Biała wieża · e3 – Biały pionek · a2 – Biały pionek · e2 – Biały hetman · f2 – Biały pionek · g2 – Biały pionek · h2 – Biały pionek · g1 – Biały król | d8 – Czarna wieża · g8 – Czarny król · a7 – Czarny pionek · f7 – Czarny pionek · g7 – Czarny pionek · h7 – Czarny pionek · b6 – Czarny hetman · c3 – Biała wieża · e3 – Biały pionek · a2 – Biały pionek · e2 – Biały hetman · f2 – Biały pionek · g2 – Biały pionek · h2 – Biały pionek · g1 – Biały król | d8 – Czarna wieża · g8 – Czarny król · a7 – Czarny pionek · f7 – Czarny pionek · g7 – Czarny pionek · h7 – Czarny pionek · b6 – Czarny hetman · c3 – Biała wieża · e3 – Biały pionek · a2 – Biały pionek · e2 – Biały hetman · f2 – Biały pionek · g2 – Biały pionek · h2 – Biały pionek · g1 – Biały król | 3 |
| 2 | d8 – Czarna wieża · g8 – Czarny król · a7 – Czarny pionek · f7 – Czarny pionek · g7 – Czarny pionek · h7 – Czarny pionek · b6 – Czarny hetman · c3 – Biała wieża · e3 – Biały pionek · a2 – Biały pionek · e2 – Biały hetman · f2 – Biały pionek · g2 – Biały pionek · h2 – Biały pionek · g1 – Biały król | d8 – Czarna wieża · g8 – Czarny król · a7 – Czarny pionek · f7 – Czarny pionek · g7 – Czarny pionek · h7 – Czarny pionek · b6 – Czarny hetman · c3 – Biała wieża · e3 – Biały pionek · a2 – Biały pionek · e2 – Biały hetman · f2 – Biały pionek · g2 – Biały pionek · h2 – Biały pionek · g1 – Biały król | d8 – Czarna wieża · g8 – Czarny król · a7 – Czarny pionek · f7 – Czarny pionek · g7 – Czarny pionek · h7 – Czarny pionek · b6 – Czarny hetman · c3 – Biała wieża · e3 – Biały pionek · a2 – Biały pionek · e2 – Biały hetman · f2 – Biały pionek · g2 – Biały pionek · h2 – Biały pionek · g1 – Biały król | d8 – Czarna wieża · g8 – Czarny król · a7 – Czarny pionek · f7 – Czarny pionek · g7 – Czarny pionek · h7 – Czarny pionek · b6 – Czarny hetman · c3 – Biała wieża · e3 – Biały pionek · a2 – Biały pionek · e2 – Biały hetman · f2 – Biały pionek · g2 – Biały pionek · h2 – Biały pionek · g1 – Biały król | d8 – Czarna wieża · g8 – Czarny król · a7 – Czarny pionek · f7 – Czarny pionek · g7 – Czarny pionek · h7 – Czarny pionek · b6 – Czarny hetman · c3 – Biała wieża · e3 – Biały pionek · a2 – Biały pionek · e2 – Biały hetman · f2 – Biały pionek · g2 – Biały pionek · h2 – Biały pionek · g1 – Biały król | d8 – Czarna wieża · g8 – Czarny król · a7 – Czarny pionek · f7 – Czarny pionek · g7 – Czarny pionek · h7 – Czarny pionek · b6 – Czarny hetman · c3 – Biała wieża · e3 – Biały pionek · a2 – Biały pionek · e2 – Biały hetman · f2 – Biały pionek · g2 – Biały pionek · h2 – Biały pionek · g1 – Biały król | d8 – Czarna wieża · g8 – Czarny król · a7 – Czarny pionek · f7 – Czarny pionek · g7 – Czarny pionek · h7 – Czarny pionek · b6 – Czarny hetman · c3 – Biała wieża · e3 – Biały pionek · a2 – Biały pionek · e2 – Biały hetman · f2 – Biały pionek · g2 – Biały pionek · h2 – Biały pionek · g1 – Biały król | d8 – Czarna wieża · g8 – Czarny król · a7 – Czarny pionek · f7 – Czarny pionek · g7 – Czarny pionek · h7 – Czarny pionek · b6 – Czarny hetman · c3 – Biała wieża · e3 – Biały pionek · a2 – Biały pionek · e2 – Biały hetman · f2 – Biały pionek · g2 – Biały pionek · h2 – Biały pionek · g1 – Biały król | 2 |
| 1 | d8 – Czarna wieża · g8 – Czarny król · a7 – Czarny pionek · f7 – Czarny pionek · g7 – Czarny pionek · h7 – Czarny pionek · b6 – Czarny hetman · c3 – Biała wieża · e3 – Biały pionek · a2 – Biały pionek · e2 – Biały hetman · f2 – Biały pionek · g2 – Biały pionek · h2 – Biały pionek · g1 – Biały król | d8 – Czarna wieża · g8 – Czarny król · a7 – Czarny pionek · f7 – Czarny pionek · g7 – Czarny pionek · h7 – Czarny pionek · b6 – Czarny hetman · c3 – Biała wieża · e3 – Biały pionek · a2 – Biały pionek · e2 – Biały hetman · f2 – Biały pionek · g2 – Biały pionek · h2 – Biały pionek · g1 – Biały król | d8 – Czarna wieża · g8 – Czarny król · a7 – Czarny pionek · f7 – Czarny pionek · g7 – Czarny pionek · h7 – Czarny pionek · b6 – Czarny hetman · c3 – Biała wieża · e3 – Biały pionek · a2 – Biały pionek · e2 – Biały hetman · f2 – Biały pionek · g2 – Biały pionek · h2 – Biały pionek · g1 – Biały król | d8 – Czarna wieża · g8 – Czarny król · a7 – Czarny pionek · f7 – Czarny pionek · g7 – Czarny pionek · h7 – Czarny pionek · b6 – Czarny hetman · c3 – Biała wieża · e3 – Biały pionek · a2 – Biały pionek · e2 – Biały hetman · f2 – Biały pionek · g2 – Biały pionek · h2 – Biały pionek · g1 – Biały król | d8 – Czarna wieża · g8 – Czarny król · a7 – Czarny pionek · f7 – Czarny pionek · g7 – Czarny pionek · h7 – Czarny pionek · b6 – Czarny hetman · c3 – Biała wieża · e3 – Biały pionek · a2 – Biały pionek · e2 – Biały hetman · f2 – Biały pionek · g2 – Biały pionek · h2 – Biały pionek · g1 – Biały król | d8 – Czarna wieża · g8 – Czarny król · a7 – Czarny pionek · f7 – Czarny pionek · g7 – Czarny pionek · h7 – Czarny pionek · b6 – Czarny hetman · c3 – Biała wieża · e3 – Biały pionek · a2 – Biały pionek · e2 – Biały hetman · f2 – Biały pionek · g2 – Biały pionek · h2 – Biały pionek · g1 – Biały król | d8 – Czarna wieża · g8 – Czarny król · a7 – Czarny pionek · f7 – Czarny pionek · g7 – Czarny pionek · h7 – Czarny pionek · b6 – Czarny hetman · c3 – Biała wieża · e3 – Biały pionek · a2 – Biały pionek · e2 – Biały hetman · f2 – Biały pionek · g2 – Biały pionek · h2 – Biały pionek · g1 – Biały król | d8 – Czarna wieża · g8 – Czarny król · a7 – Czarny pionek · f7 – Czarny pionek · g7 – Czarny pionek · h7 – Czarny pionek · b6 – Czarny hetman · c3 – Biała wieża · e3 – Biały pionek · a2 – Biały pionek · e2 – Biały hetman · f2 – Biały pionek · g2 – Biały pionek · h2 – Biały pionek · g1 – Biały król | 1 |
|   | a | b | c | d | e | f | g | h |   |

José Raúl Capablanca grał czarnymi bierkami i wykonał ruch 29. ...Hb2!. Białe muszą pogodzić się ze stratą wieży, bo po ruchu 30. He1 nastąpi 30. ...Hxc3!, przy wykorzystaniu związania białego hetmana obroną pierwszej linii przed matem (31. Hxc3 Wd1+ 32.He1 Wxe1#). Na 30. Wc2 czarne grają 30. ...Hb1+.